# Fluorek etenosulfonylu
Fluorek etenosulfonylu, ESF – organiczny związek chemiczny, najprostszy nienasycony fluorek sulfonylu, w którym podstawnik winylowy łączy się bezpośrednio z grupą fluorosulfonylową.

## Otrzymywanie
Najczęściej wykorzystuje się metodę bazującą na wymianie chlor–fluor w warunkach dwufazowych, stosując chlorek 2-chloroetanosulfonylu i wodny roztwór wodorofluorku potasu (KHF
2). Następnie z otrzymanego fluorku 2-chloroetanosulfonylu eliminuje się cząsteczkę chlorowodoru za pomocą słabej zasady, takiej jak tlenek magnezu.

## Właściwości
Fluorek etenosulfonylu może reagować z nukleofilami na dwa sposoby. Z jednej strony w związku tym grupa fluorosulfonylowa silnie aktywuje wiązanie podwójne C=C na podstawienie nukleofilowe, co czyni go jednym z najsilniejszych akceptorów Michaela. Tak spolaryzowane wiązanie podwójne łatwo ulega reakcji cykloaddycji. Fluorki sulfonylowe są znacznie stabilniejsze od analogicznych chlorków, ale po aktywacji reagują z nukleofilami, tworząc sulfoniany, sulfonamidy, czy też sulfony (reakcje typu SuFEx). Daje to możliwość łatwej funkcjonalizacji związków poprzez przyłączenia pierwszego nukleofila do aktywnego wiązania podwójnego, po czym przeprowadzenia reakcji z drugim nukleofilem np. aminą, otrzymując podwójnie sfunkcjonalizowany sulfonamid.